# Ménestérol-Montignac
Ménestérol-Montignac est une ancienne commune française du département de la Dordogne, qui a existé de 1824 à 1965. Elle a été créée en 1824 par la fusion des communes de Ménestérol et Montignac. Depuis 1965, elle est intégrée à la commune de Montpon-Ménestérol.

## Situation
Située en limite sud de la Double, dans l'ouest du département de la Dordogne, Ménestérol-Montignac correspond à la partie nord du territoire de la commune de Montpon-Ménestérol, en rive droite de l'Isle.

## Villages, hameaux et lieux-dits
Outre les petits bourgs de Ménestérol et de Montignac proprement dits, le territoire communal se composait de villages ou de hameaux, ainsi que de lieux-dits :
- Baillargeaux
- Barbaroux
- les Barthes
- les Béarnais
- Bois de Calandre
- Bois des Maçons
- Bos Redon
- les Bouyges
- les Brégoux
- le Brouillet
- les Cent Journaux
- les Champs de Marcillac
- la Charprade
- la Charprade[Note 1]
- les Chaumes
- le Claud du Biarnais
- le Clauzou
- le Colombier
- Combeau
- les Combes
- les Comtes
- la Croix
- les Duches
- Étang de Babiol
- Étang des Comtes
- les Eyparoux
- Farges
- les Faures
- Ferme de Vauclaire
- Font Blanche
- les Fontasses
- la Forêt
- la Forêt Virile
- Gandillac
- le Golier
- le Grand Maragou
- la Grande Méneclay
- les Grandes Pièces
- Grands Champs
- les Graves
- le Gravet
- la Gravette
- les Grillauds
- les Guéraides
- la Jarte
- les Jouannies
- Lannerie
- le Maine Brégou
- Marcillac
- Maragou
- les Marais
- les Marzats
- les Marzey
- Merlerie
- Naillas
- les Nauves
- les Nauvettes
- le Palénas
- le Pardoulet
- les Paysannes
- le Pendu
- le Petit Claud
- le Petit Lannerie
- le Petit Maragou
- les Petites Fonts
- les Petits Bourdis
- Peyroche
- les Pins
- les Planches des Massias
- Pont de Maragou
- le Pontet
- Port de Calandre
- le Port Vieux
- Pré de la Duche
- le Pré de Paté
- le Queyrou
- les Rambauds
- les Renardières
- la Rose
- les Rouchauds
- le Ruisseau
- Saint-Lazard
- le Tailladis
- le Terrier Tombat
- le Toupinier
- la Tour de France
- Trantalaud
- Vauclaire
- la Vignerie
- Virole.

## Toponymie
Ménestérol, en occitan Menestairòu, relevé en 1083 sous la forme Monesteirol, puis Monesteyrol en 1122 dans le cartulaire de l'abbaye de Baignes, vient du bas-latin monasteriolum (prieuré, petit monastère).
Montignac apparait pour la première fois dans un pouillé du XIIIe siècle sous la forme Montinhac. On relève ensuite Castellum de Montignacum, dictum le Petit (« château de Montignac, dit le Petit ») en 1399 puis Petit Montinhac en 1533 et Montignac-sur-Vauclaire sur la carte de Cassini représentant la France entre 1756 et 1789. Le nom du lieu correspond à celui d'un personnage latin Montinius ou Montanius suivi du suffixe -acum marquant la propriété, ce qui signifie donc « domaine de Montinius » ou « domaine de Montanius ».

## Histoire
En 1281, le comte de Périgord Archambaud III crée une bastide à Montignac mais « nul ne sait si elle fut effectivement bâtie »,.
Par ordonnance du 20 août 1824, Montignac et la section de Ménestérol, distraite de Monpont, forment la commune de Ménestérol-Montignac,.
En juillet 1940, avec la mise en place de la ligne de démarcation, Ménestérol-Montignac se retrouve en zone occupée et est, à ce titre, rattachée transitoirement au département voisin de la Gironde.
Le 27 février 1965, elle fusionne avec celle de Montpon-sur-l'Isle qui prend le nom de Montpon-Ménestérol,.

## Démographie
Avant 1824, les communes de Ménestérol et de Montignac étaient indépendantes.

### Avant la fusion des communes de 1824
| 1793 | 1800 | 1806 | 1821 |
| ---- | ---- | ---- | ---- |
| 152  | 197  | 260  | 290  |

### Après la fusion des communes
| 1831  | 1836  | 1841  | 1846  | 1851  | 1856  | 1861  | 1866  |
| ----- | ----- | ----- | ----- | ----- | ----- | ----- | ----- |
| 1 153 | 1 134 | 1 104 | 1 172 | 1 215 | 1 295 | 1 206 | 1 245 |

| 1872  | 1876  | 1881  | 1886  | 1891  | 1896  | 1901  | 1906  |
| ----- | ----- | ----- | ----- | ----- | ----- | ----- | ----- |
| 1 174 | 1 229 | 1 231 | 1 195 | 1 143 | 1 158 | 1 161 | 1 121 |

| 1911  | 1921  | 1926  | 1931  | 1936  | 1946  | 1954  | 1962  |
| ----- | ----- | ----- | ----- | ----- | ----- | ----- | ----- |
| 1 118 | 1 352 | 1 549 | 1 811 | 2 365 | 1 887 | 2 246 | 2 306 |

## Lieux et monuments
- Chartreuse de Vauclaire avec chapelle gothique du XIVe siècle, aujourd'hui centre hospitalier spécialisé. Elle est inscrite depuis 2014 au titre des monuments historiques[15].
- Église Saint-Pierre-ès-Liens de Ménestérol, attestée en 1122 sous le nom de S. Petrus de Menestayrol[16], XIIe et XVIe siècles, inscrite au titre des monuments historiques depuis 1926[Note 3],[17].
- Église Saint-Martin de Montignac XIXe siècle, anciennement Montignac le Petit, qui a remplacé une ancienne église attestée au XIVe siècle (Parochia S. Martini de Montignaco)[16].

## Galerie de photos

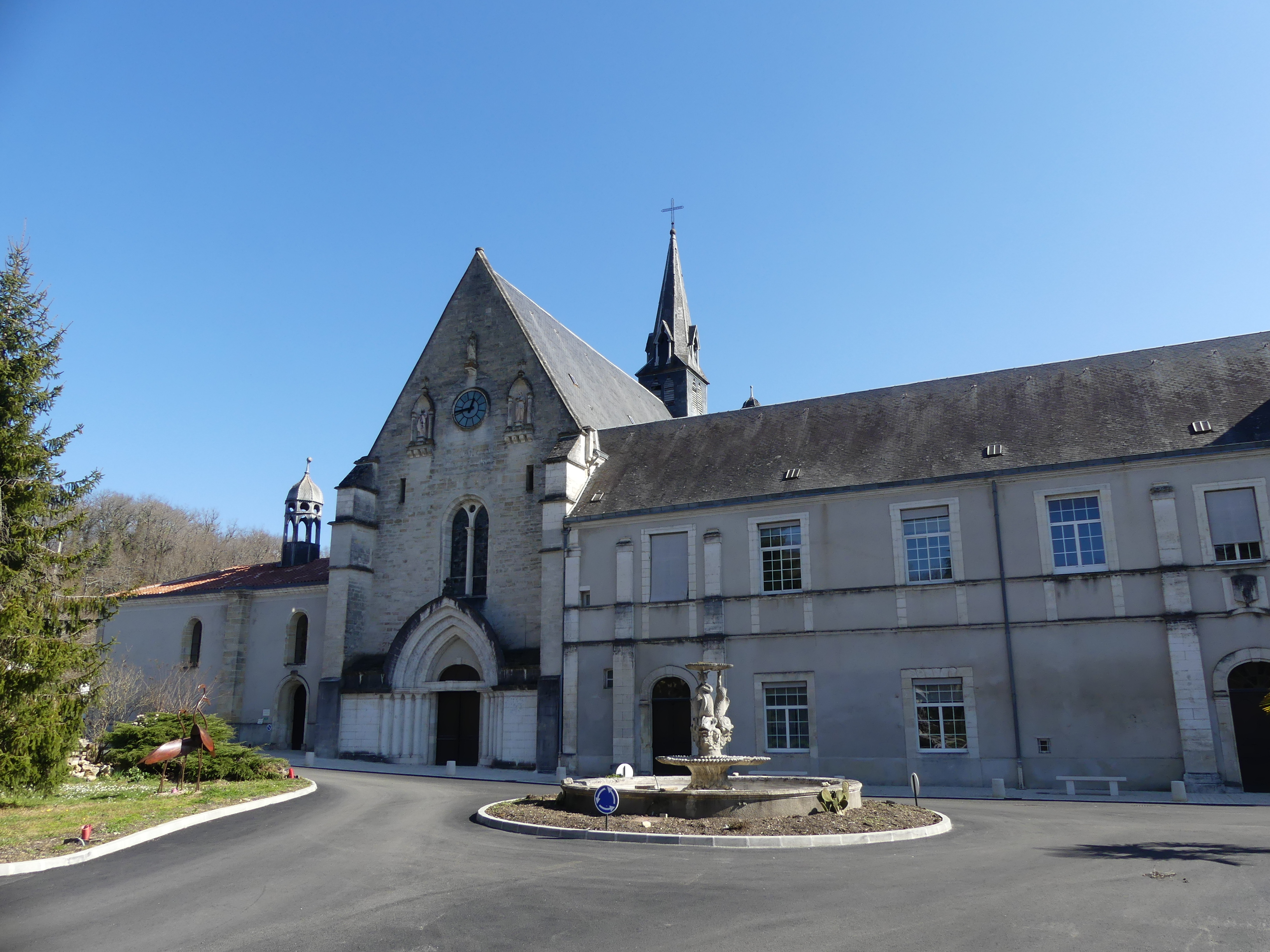
La chapelle de la chartreuse de Vauclaire.
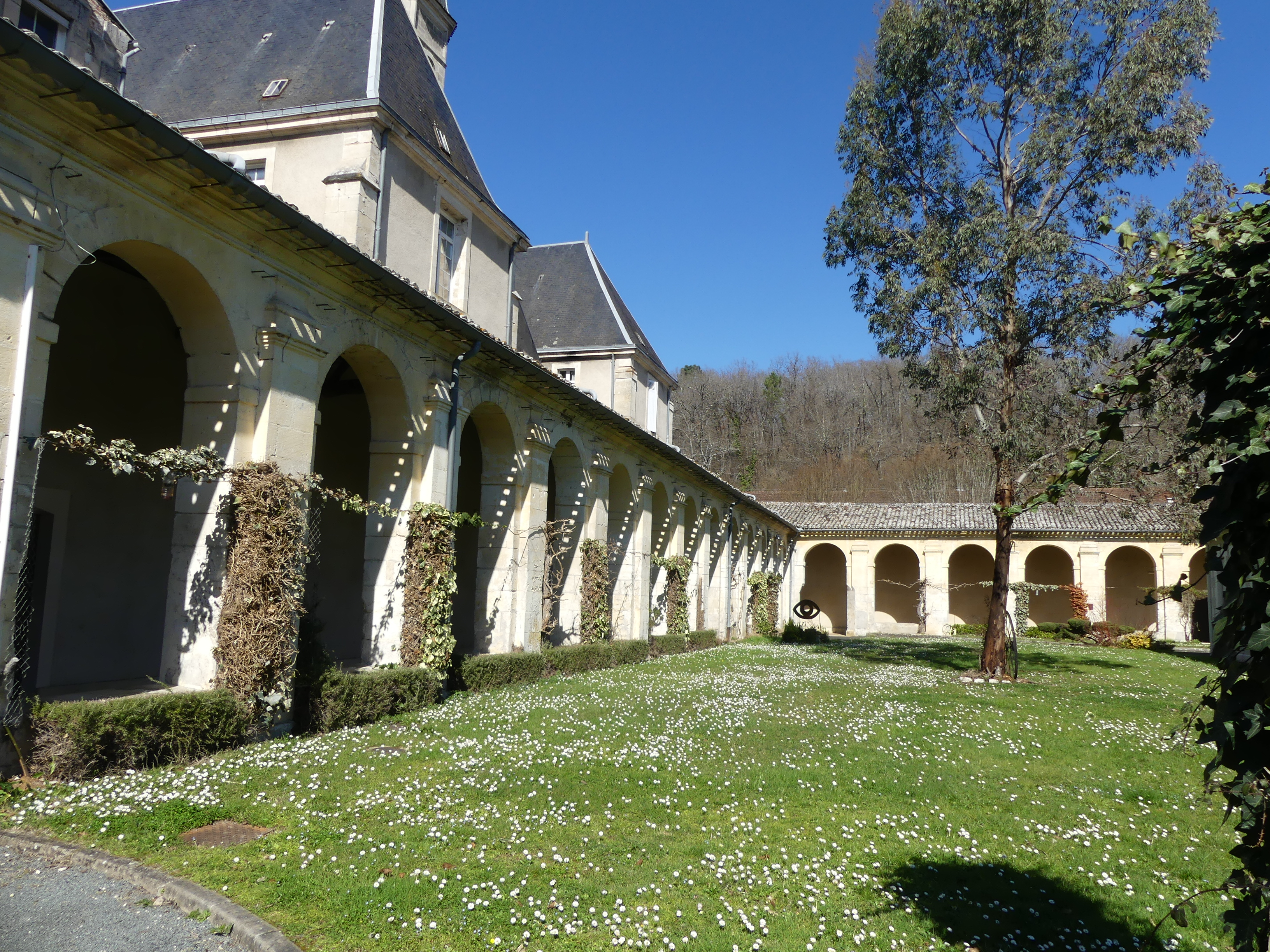
Galeries de son grand cloître.
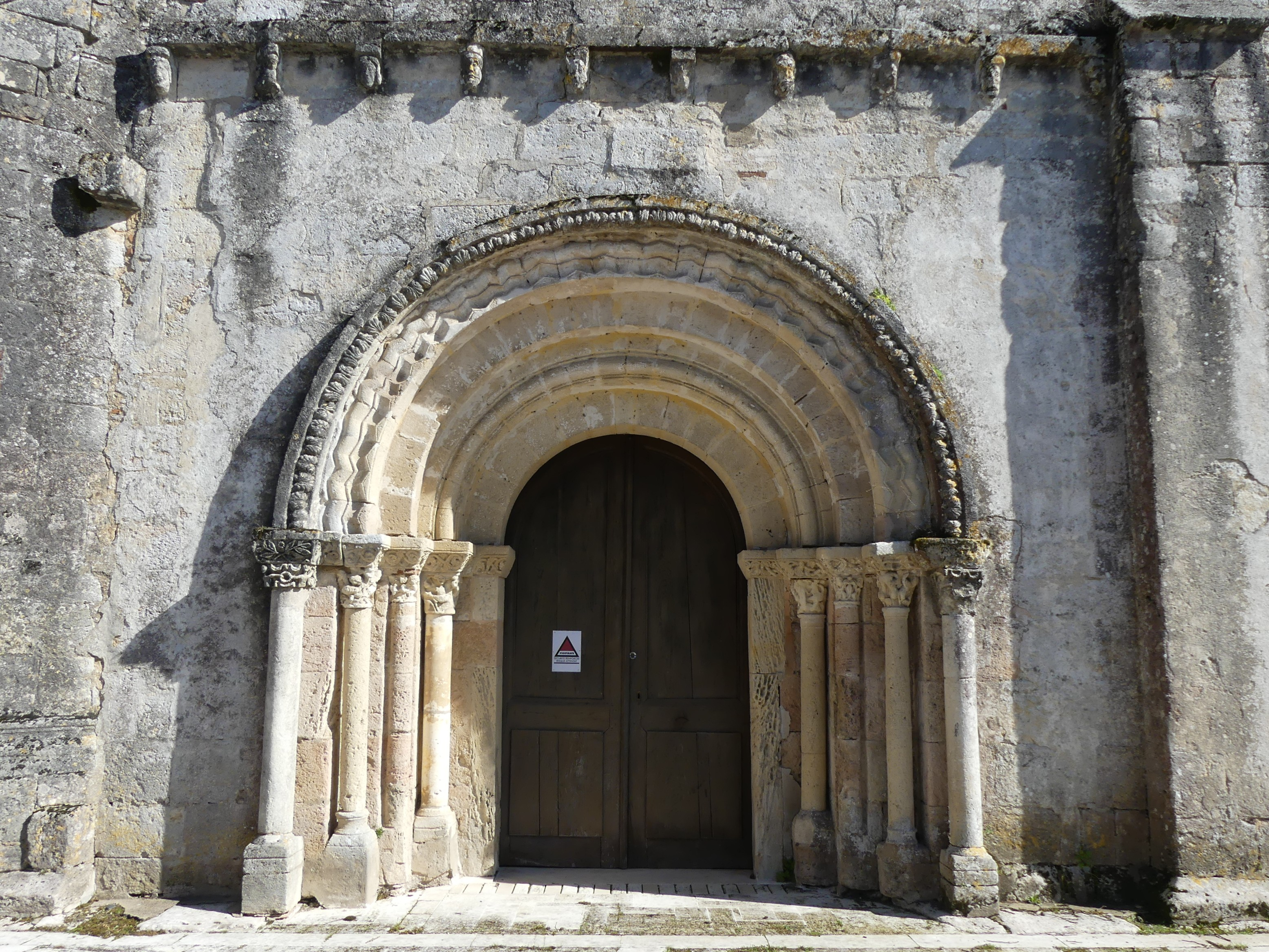
Portail et modillons de l'église Saint-Pierre-ès-Liens de Ménesterol.
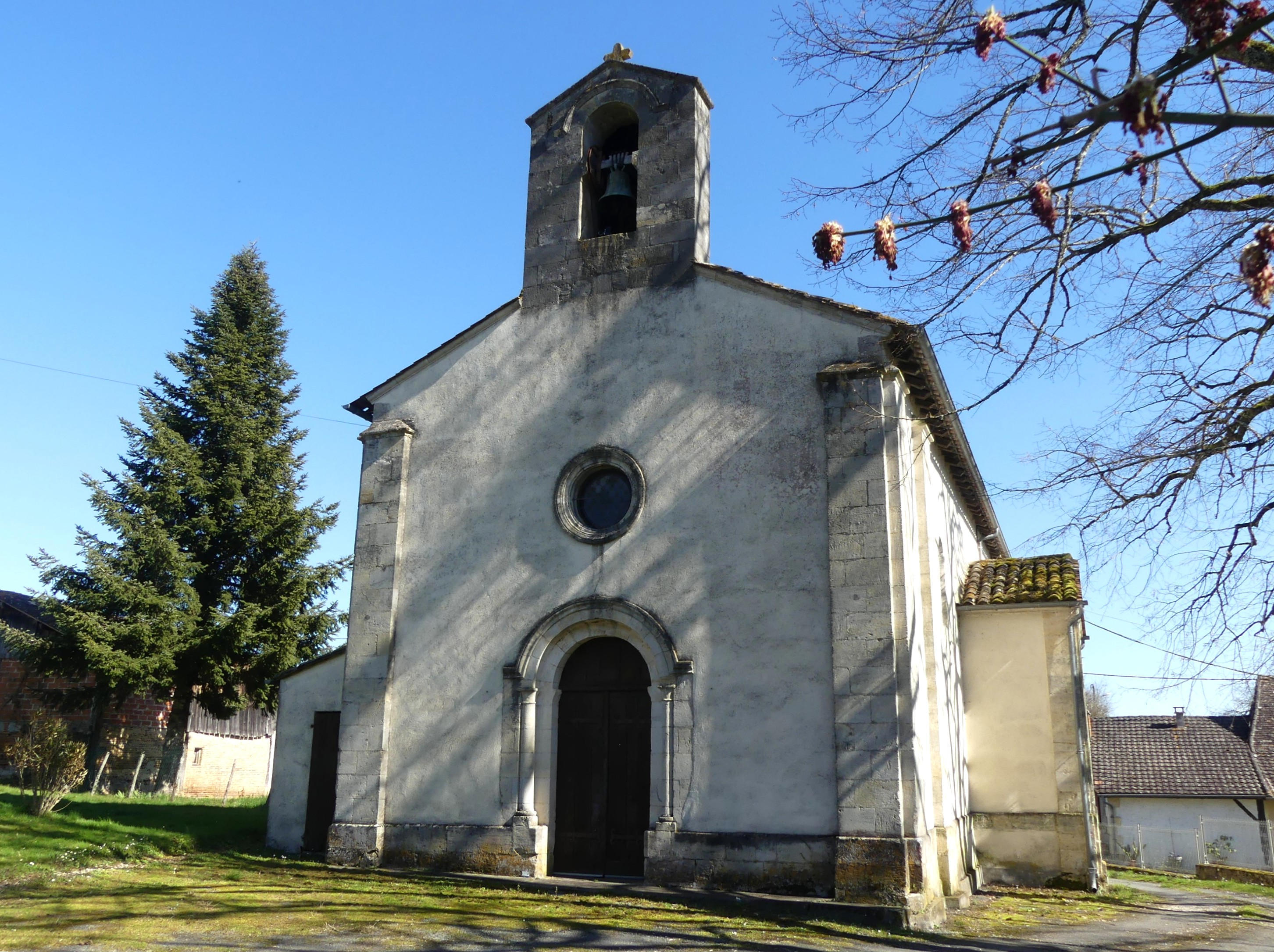
L'église Saint-Martin de Montignac.
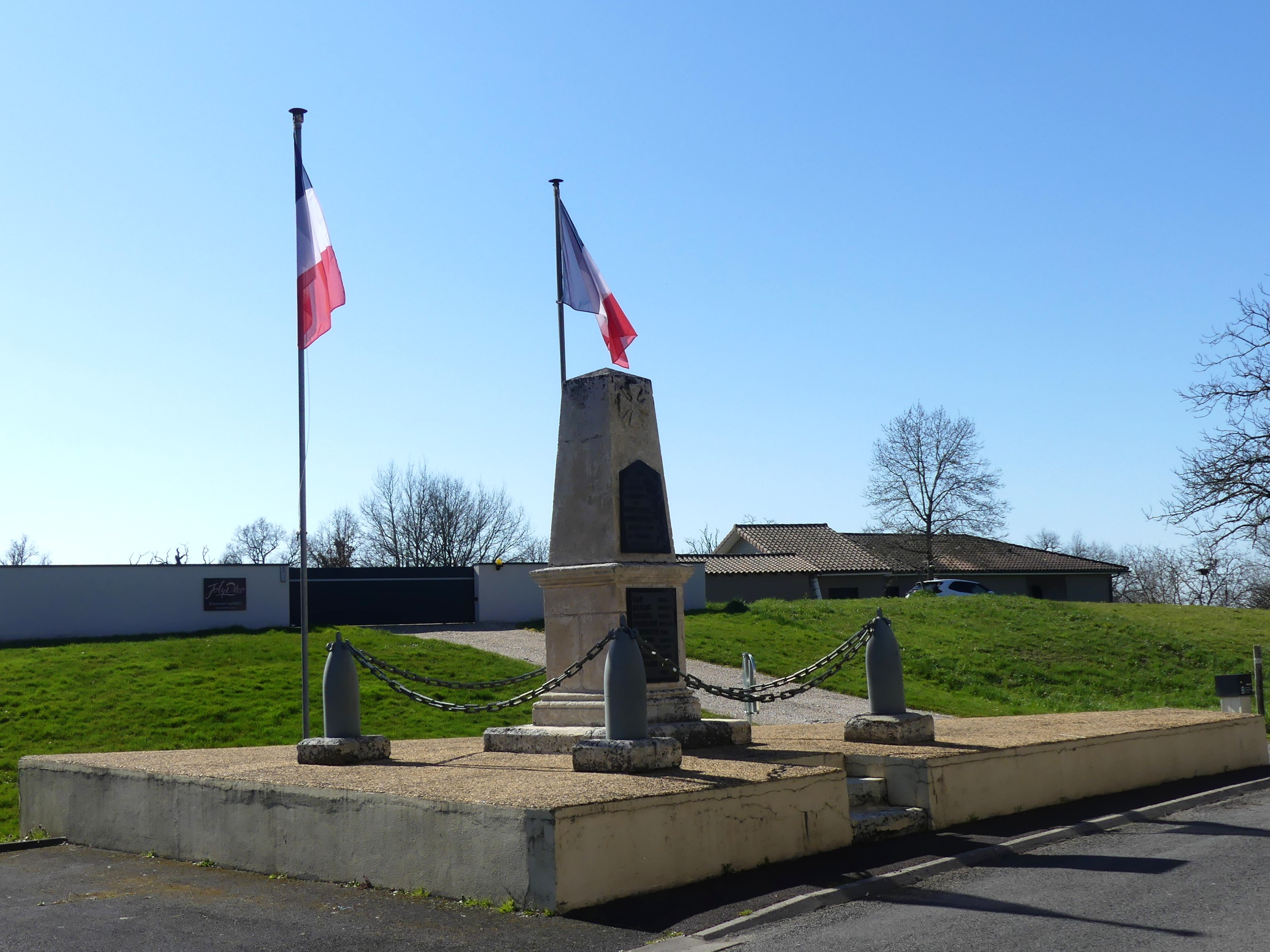
Le monument aux morts de Ménestérol-Montignac.